# Vinica (Črnomelj, Slovenija)
Vinica je naselje u slovenskoj Općini Črnomelju. Vinica se nalazi u pokrajini Dolenjskoj i statističkoj regiji Jugoistočnoj Sloveniji. 

## Stanovništvo
Prema popisu stanovništva iz 2002. godine naselje je imalo 210 stanovnika.

## Poznate osobe
- Oton Župančič, slovenski pjesnik